# Københavns Universitet
Denne side handler om et universitet i København. For andre betydninger af "KU", se Ku.
Københavns Universitet (fork. KU, eng.: University of Copenhagen, forkortet UCPH) er det ældste universitet og forskningsinstitution i Danmark. Det blev oprettet i 1479 som et studium generale og er den næstældste institution for højere uddannelse i Skandinavien efter Uppsala Universitet (1477). Universitetet havde i 2021 lidt under 37.000 studerende fordelt på godt 21.000 bachelorstuderende og ca. 15.500 kandidatstuderende. Dertil kom godt 3.000 ph.d.-studerende og yderligere nogle enkeltfagsstuderende. Der var godt 9.500 ansatte, fordelt nogenlunde ligeligt mellem videnskabeligt og administrativt personale. Universitetet har fem campusser i og omkring København, og fællesadministrationen ligger ved Frue Plads i Indre By. De fleste kurser udbydes på dansk,[kilde mangler] men mange kurser udbydes også på engelsk og nogle få på tysk. Universitetet har flere tusinde udenlandske studerende, hvoraf omkring halvdelen kommer fra Norden.

## Ranglisteplaceringer og priser
Universitetet rangerede i 2020 på Leiden Ranking (publications) som det bedste i Norden, det 6.-bedste i Europa og det 39.-bedste i verden, på Academic Ranking of World Universities - Shanghai i 2022 som nr. 1 i Norden, nr. 9 i Europa og nr. 39 i verden, på Times Higher Education World University Rankings' liste for 2022 (publiceret i 2021) blev det placeret som nr. 3 i Norden, nr. 44 i Europa og nr. 114 i verden og på QS World University Rankings for 2023 (publiceret i 2022) blev det placeret som nr. 1 i Norden, nr. 26 i Europa og nr. 82 i verden.
I oktober 2022 var der 11 personer med tilknytning til universitetet, som alumner, fakultetsansatte og forskere, der har modtaget en nobelpris. 26 KU-forskere har siden 2007 modtaget EliteForsk-prisen og én KU-forsker har modtaget Turing-prisen.

## Historie
Den danske konge Erik af Pommern planlagde et universitet i Danmark, og han indhentede i 1419 pave Martin 5.s tilladelse til oprettelsen, som imidlertid ikke blev realiseret.
I 1475 indhentede Christian 1. en ny pavebulle fra Pave Sixtus 4. med tilladelse til oprettelsen. Pavebullen blev udstedt d. 19. juni 1475 som et resultat af dronning Dorotheas besøg i Rom i maj 1475. Pavebullen bemyndigede Christian 1. til at oprette et universitet et sted i Danmark. Den 4. oktober 1478 udstedte kongen et grundlæggelsesdokument, hvor København blev udpeget som hjemsted.
Universitetet blev indviet den 1. juni 1479 under en ceremoni i Vor Frue Kirke i København. Magister Jesper Henriksen, Vor Frue Kirke kapitels dekan, blev valgt til universitetets første rektor. Universitetet fik ved grundlæggelsen alle middelalderens fire traditionelle fakulteter: teologi, jura, medicin og filosofi.
På grund af sin tætte forbindelse til den katolske kirke blev Københavns Universitet i 1520’erne stærkt påvirket af reformationen, og senest i 1531 standsede det sin undervisning.
I 1537 blev universitetet genetableret af Christian 3., som i 1539 udstedte en ny fundats for universitetet. Hovedansvaret for indholdet af den nye fundats blev lagt i hænderne på Johann Bugenhagen fra Wittenberg. De fire oprindelige fakulteter blev opretholdt, men det teologiske fakultet indtog den altdominerende rolle, fordi universitetets hovedopgave blev uddannelsen af nye lutherske sognepræster. Universitetet havde før reformationen en årlig studenterpopulation på ca. 40-60. Herefter voksede tallet støt og var ved 1600-tallets begyndelse tidoblet.
Ifølge fundatsen fra 1539 skulle universitetet have tre professorer i teologi (hvoraf den ene samtidig var Sjællands biskop), en i jura, to i medicin, samt otte på det filosofiske fakultet fordelt på fagene latin, græsk, hebraisk, dialektik, retorik, matematik, fysik og sang. Professorerne havde sæde i konsistorium, der var universitetets fælles ledelse. Rektor blev valgt blandt professorerne for et år ad gangen. Rektorvalget blev afskaffet med Universitetsloven i 2003.
Universitetet beholdt efter reformationen et vidtgående selvstyre. Rektor og dekanerne fungerede som dommere for alle, der var underlagt universitetets jurisdiktion. En fængselscelle beregnet på lovovertrædere, især studerende, findes stadig i universitetets kælder. Selvstyret gjaldt også økonomisk. Universitetet fik i 1537 af kongen overladt den nuværende Universitetsfirkant ved Frue Plads samt et stort jordegods på Sjælland som sin primære indtægtskilde. Med oprettelsen af Kommunitetet i 1569 blev dets økonomiske fundament forstærket. Fra omkring 1680 og frem til 1771 fungerede universitetets konsistorium som tamperret for Sjælland. I 1771 blev universitetets selvstyre ophævet af Struensee.
Eksaminationer som afslutning på uddannelsen (embedseksamen) blev indført på teologi i 1629 og på jura i 1736. Fra 1788 krævede alle fakulteter en afsluttende eksamination, før man kunne få sin titel.
Ved Københavns brand i 1728 brændte alle universitetets bygninger med undtagelse af Konsistoriebygningen. Igen i 1807 under Københavns bombardement blev størstedelen af universitetets bygninger ødelagt. I 1836 blev den nye hovedbygning på Frue Plads indviet, og opførelsen af andre bygninger til universitetet fortsatte op igennem hele århundredet. Universitetsbiblioteket, Zoologisk Museum, Geologisk Museum og Botanisk Have med palmehus blev alle opført i denne periode.
I 1800-tallets begyndelse var antallet af lærere steget til 39, og antallet af studerende til ca. 1.000. Mellem 1842 og 1850 blev de fire fakulteter på universitetet rekonstrueret. I 1842 blev det medicinske fakultetet og Det Kirurgiske Akademi lagt sammen til Det Lægevidenskabelige Fakultet, og i 1848 blev fakultetet for jura omorganiseret og blev til Det Rets- og Statsvidenskabelige Fakultet. I 1850 blev Det Matematisk-naturvidenskabelige Fakultet dannet ved en udskillelse fra det filosofiske fakultet.
I 1845 og 1860 var København vært for det nordiske studentermøde sammen med Lunds Universitet.
Den første kvindelige studerende blev indskrevet i 1877. Universitetet undergik en voldsom vækst mellem 1960 og 1980. Antallet af studerende steg fra omkring 6.000 i 1960 til omkring 26.000 i 1980, og antallet af ansatte voksede tilsvarende. De bygninger, der blev opført i denne periode, inkluderer det nye Zoologisk Museum, H.C. Ørsted Bygningen, August Krogh Instituttet og Panumbygningen.
Fra indvielsen i 1479 frem til 2004 blev universitetet ledet af rektor og konsistorium. Ved årsskiftet 2004/2005 blev konsistorium nedlagt og erstattet af en bestyrelse og en ansat ledelse (rektor, prorektor, dekaner og institutledere).

## Ledelse
Merete Eldrup har siden 2019 været formand for bestyrelsen. Siden 1. marts 2017 har professor, ph.d. Henrik C. Wegener været rektor for universitetet.

## Universitetets opgave
I de første mange år af Københavns Universitets eksistens blev undervisning betragtet som den primære opgave, omend forskning også fandt sted. Efter at der i 1788 blev vedtaget en ny universitetsfundats, begyndte der at komme mere fokus på forskning. Med den nye universitetslov i 2003, som stiller nye krav til samspillet med det øvrige samfund, udgør forskning, undervisning og formidling de tre søjler, universitetets virke er baseret på.

## Studerende ved Københavns Universitet
Antallet af studerende ved Københavns Universitet er vokset voldsomt igennem tiden. I 1788 havde man omtrent 1.000 studerende og 20 faste undervisere, hvilket frem til 1900 voksede til omtrent 2.500 studerende og 60 undervisere. Den første kvindelige student begyndte i 1877. I 2021 har universitetet knap 37.000 bachelor- og kandidatstuderende og over 9.000 ansatte.

### Studenterrådet ved Københavns Universitet
De studerende på Københavns Universitet har siden 1912 været politisk organiseret i en samlet organisation kaldet Studenterrådet (SR). SR har i historiens løb gennemgået en række ændringer og udfordringer. I starten af 1970'erne startede Moderate Studenter (MS) som en konkurrent til SR. I 1995 fusionerede SR og MS, blev til Forenede Studenterråd og blev i 2005 igen omdøbt til Studenterrådet.
Studenterrådet blev i 1912 oprettet ved kongelig forordning og blev for alvor politisk engageret i 1930'erne. Det var med til at starte Studenterrådet på Aarhus Universitet og Danske Studerendes Fællesråd i 1930'erne, var aktiv i modstandskampen under Anden Verdenskrig samt var med til at igangsætte og gennemføre ungdomsoprøret i 1960'erne og 1970'erne. Mange politikere og erhvervsfolk har deres rødder i Studenterrådet, enten ved Københavns Universitet eller ved et af de andre universiteter

### Konservative Studerende på Københavns Universitet
Den ældste studenterpolitiske forening på Københavns Universitet, med den første oprettelse af Konservative Studerende i 1903. Igennem foreningens historie været vælgerforening til Konservative. I dag har foreningen dog kun symbolske forbindelser til det Det Konservative Folkeparti. Foreningen repræsenterer i dag de borgerlige studerende på Københavns Universitet.
Konservative Studerende stiller op til Universitets valget på Københavns Universitet. Ved valget i 2019 blev Konservative Studerendes valgplakater revet ned, hvor der på plakaten var en Sombrero og teksten "Nej til identitetspolitik". Sombreroen værende en reference at Københavns Universitet havde forbudt fester med stereotyper.
I dag er Konservative studerende samlet under sloganet " Ytringsfrihed, Forskningsfrihed, Tankefrihed" og støtter op om at Chicagoprincipperne bliver indskrevet i Universitetsloven.

## Fakulteter
Københavns Universitet har i 2020 seks fakulteter:
- Det Humanistiske Fakultet
- Det Juridiske Fakultet
- Det Natur- og Biovidenskabelige Fakultet
- Det Samfundsvidenskabelige Fakultet
- Det Sundhedsvidenskabelige Fakultet
- Det Teologiske Fakultet

### Fakulteternes historie
Ved oprettelsen i 1479 var der som nævnt fire fakulteter: Teologi, Jura, Medicin og Filosofi. I 1675 blev der indført ny embedseksamen i teologi, i 1736 i jura, og ved den ny fundats i 1788 blev de indført for alle fakulteter. I 1842 blev universitetets medicinske fakultet slået sammen med Kirurgisk Akademi og blev til Det Lægevidenskabelige Fakultet. Seks år senere, i 1848, reorganiseredes Det Juridiske Fakultet og blev til Det Rets- og Statsvidenskabelige Fakultet, og blot to år senere, i 1850, udskiltes Det Matematisk-Naturvidenskabelige Fakultet af Det Filosofiske Fakultet.
I 1970 blev Det Rets- og Statsvidenskabelige Fakultet til Det Samfundsvidenskabelige Fakultet, og Det Filosofiske Fakultet blev Det Humanistiske Fakultet. Københavns Tandlægehøjskole og Det Lægevidenskabelige Fakultet integreredes i 1992 til Det Sundhedsvidenskabelige Fakultet. I 1994 genopstod Det Juridiske Fakultet, da dette udskiltes fra Det Samfundsvidenskabelige Fakultet.
Med virkning fra 1. januar 2007 fusionerede Københavns Universitet med Den Kongelige Veterinær- og Landbohøjskole og Danmarks Farmaceutiske Universitet, som blev universitetets 7. og 8. fakultet. Universitetet havde dermed flere end 5.500 forskere tilknyttet.
1. januar 2012 fusionerede det Det Farmaceutiske Fakultet samt den veterinære del af Det Biovidenskabelige Fakultet for Fødevarer, Veterinærmedicin og Naturressourcer med Det Sundhedsvidenskabelige Fakultet. Samtidig fusionerede den jordbrugs- og fødevarevidenskabelige del af Det Biovidenskabelige Fakultet for Fødevarer, Veterinærmedicin og Naturressourcer med Det Naturvidenskabelige Fakultet og blev til Det Natur- og Biovidenskabelige Fakultet.
Det Informationsvidenskabelige Akademi, IVA, fusionerede 1. april 2013 med Københavns Universitet og blev et institut på Det Humanistiske Fakultet.

## Campusser
Universitetet har fem hovedcampusområder, der ligger i Hovedstadsregionen (tre i København, et på Frederiksberg og et i Taastrup):
- Nørre Campus – huser i dag en stor del af Det Natur- og Biovidenskabelige Fakultet og Det Sundhedsvidenskabelige Fakultet.
- City Campus – huser Det Samfundsvidenskabelige Fakultet, Fællesadministrationen samt dele af Det Sundhedsvidenskabelige Fakultet og Det Natur- og Biovidenskabelige Fakultet. Derudover omfatter det også Botanisk Have med Statens Naturhistoriske Museum.
- Søndre Campus – huser Det Humanistiske Fakultet, Det Juridiske Fakultet, Det Teologiske Fakultet samt en mindre del af Det Natur- og Biovidenskabelige Fakultet.
- Frederiksberg Campus – huser i dag dele af Det Natur- og Biovidenskabelige Fakultet og dele af Det Sundhedsvidenskabelige Fakultet.
- Taastrup Campus – huser dele af Det Sundhedsvidenskabelige Fakultet og dele af Det Natur- og Biovidenskabelige Fakultet, herunder et dyrehospital.

Derudover har Det Natur- og Biovidenskabelige Fakultet områder i Helsingør, Hørsholm og Nødebo.

## Segl
Universitetets ældste segl stammer fra et brev fra 1531 og viser Sankt Peter med en nøgle og en bog. I en cirkel omkring ham står der:
Sigillum universitatis studii haffnensis.
|  |

Da universitetet blev genetableret af Christian 3. i 1537 efter reformationen, fik det et nyt segl, der viser Christian 3. med en krone, scepter og rigsæble over et våbenskjold, der var vertikalt delt mellem Danmarks og Norges rigsvåben. Teksten på seglet er
| Sigillum Universitatis Hafniensis A Christiano III Rege Restauravit | (dvs Københavns Universitets segl, genetableret af kong Christian 3.). |

Seglet fra 1537 ligner meget det nuværende segl, som blev fremstillet i 2000 og som indgår i universitetets logo. Teksten er anderledes, og det kronede skjold viser kun Danmarks rigsvåben, hvilket man har gjort i heraldik siden 1820, hvor Norges rigsvåben blev fjernet. Teksten er
| Sigillum Universitatis Hafniensis Fundatæ 1479 Reformatæ 1537 | Københavns Universitets segl Grundlagt 1479 Reformeret 1537 |

## Inspirationen fra antikken i hovedbygningens forhal
Forhallen i hovedbygningen på Frue Plads er inspireret af antikken. Det ses blandt andet på forhallens bagvæg, hvor der er flere motiver, der omhandler historien om Prometheus, som skabte mennesket og gav det ilden, men blev straffet af Zeus, inden han til sidst blev befriet.
Derudover er Athenes fødsel afbildet og dermed videnskabens fødsel. Poseidons og Athenes kamp om Attika er afbildet på højre væg i forhallen.
Forhallen er udsmykket med korintiske pilastre, det vil sige søjler, som er indbygget i væggen, hvorpå der er mytologiske væsener og forskellige dyr og motiver.
De to hovedfigurer i forhallen er Athene og Apollon. De repræsenterer henholdsvis videnskaben og kunsten. Symbolikken i Athenes og Apollons placering i universitets forhal svarer til Raphaels kendte billede Skolen i Athen, hvor Apollon og Athene også står placeret til henholdsvis højre og venstre.

## Internationale universitetsalliancer
- Københavns Universitet er medlem af IARU-alliancen sammen med 10 øvrige universiteter: Australian National University, ETH Zürich, National University of Singapore (NUS), Peking Universitet, University of California; Berkeley, University of Cambridge, University of Johannesburg, University of Oxford, The University of Tokyo og Yale University.[37]
- Københavns Universitet blev med virkning fra 1. januar 2017 [38] medlem af League of European Research Universities (LERU), der dermed består af 23 af Europas førende forskningsuniversiteter.[39]
- Københavns Universitet blev i 2019 medlem af den europæiske universitetsalliance 4EU+.

## Berømte personer tilknyttet universitetet

### Forskere og undervisere
- Thomas Fincke (1561-1656) – matematiker, der indførte begreberne tangens og sekans
- Johannes Fibiger (1867-1928) – patolog, modtager af Nobelprisen i medicin (1926)
- Ben Roy Mottelson (1926-2022) – modtager af Nobelprisen i fysik (1975) for forskning inden for atomkerner
- Ole Due (1931-2005) – dommer og præsident for EF-domstolen
- Morten Meldal (f. 1954) - kemiker, modtager af Nobelprisen i kemi (2022) for klik kemi.

### Udvalgte alumner
Mange af alumnerne har efter deres uddannelse også været beskæftiget som forskere på universitetet.
- Tycho Brahe (1546-1601) – astronom, beskrev som den første en supernova
- Ole Worm (1588-1655) – læge
- Thomas Bartholin (1616-1680) – anatom, matematiker og teolog, opdagede lymfesystemet
- Ole Rømer (1644-1710) – astronom, den første til at påvise lysets hastigheds endelighed
- Hans Christian Ørsted (1777-1851) – fysiker og kemiker, opdager af elektromagnetisme
- Søren Kierkegaard (1813-1855) – teolog, filosof og forfatter
- Vilhelm Thomsen (1842-1927) – lingvist, turkolog, afkodede Orochonskriften
- Harald Høffding (1843-1931) – filosof
- Otto Jespersen (1860-1943) – filolog, fonetiker
- Niels Ryberg Finsen (1860-1904) – læge, modtager af Nobelprisen i medicin (1903) for bidrag til viden om helbredelse af sygdomme ved lysterapi
- Ludvig Holberg (1684-1754) – dramatiker
- Søren Peder Lauritz Sørensen (1868-1939) – biokemiker, fysiokemiker indførte pH-skalaen
- August Krogh (1874-1949) – fysiolog, modtager af Nobelprisen i medicin (1943) for beskrivelsen af reguleringen af kapillærer i skeletmuskulatur
- Inge Lehmann (1888-1993) – seismolog og statsgeodæt
- Niels Bohr (1885-1962) – fysiker, modtager af Nobelprisen i fysik (1922) for sin atommodel, bidragyder til udviklingen af kvantemekanik
- Henrik Dam (1895-1976) – biokemiker, fysiolog, modtager af Nobelprisen i medicin (1943) for opdagelsen af vitamin K
- Niels Kaj Jerne (1911-1994) – immunolog, modtager af Nobelprisen i medicin (1984) for beskrivelsen af produktion af monoklonale antistoffer, der bl.a. bruges i cancerbehandling
- Jens Christian Skou (1918-2018) – læge, modtager af Nobelprisen i medicin (1997) for opdagelsen af natrium-kalium-pumpen.
- Aage Niels Bohr (1922-2009) – fysiker, modtager af Nobelprisen i fysik (1975)
- Peter Naur (1928-2016) – astronom og datalog, modtager af Turing-prisen (2005)

Se desuden Kategori:Alumni fra Københavns Universitet.

### KU-alumner, som senere er blevet statsminister (siden 1940)
- Vilhelm Buhl, cand.jur. 1908, (statsminister maj-november 1942 og maj-november 1945)
- Viggo Kampmann, cand.polit. 1934, (statsminister 1960-1962)
- Jens Otto Krag, cand.polit. 1940 (statsminister 1962-1968 og 1971-1972)
- Poul Hartling, cand.theol. 1939 (statsminister 1973-1975)
- Poul Schlüter, cand.jur. 1957 (statsminister 1982-1993)
- Poul Nyrup Rasmussen, cand.polit. 1971 (statsminister 1993-2001)
- Helle Thorning-Schmidt, cand.scient.pol. 1994, (statsminister 2011-2015)
- Lars Løkke Rasmussen, cand.jur. 1992, (statsminister 2009-2011 og 2015-2019)
- Mette Frederiksen, master i Afrikastudier 2009 (statsminister siden 2019)

## Fodnoter
1. ↑  Nobelprismodtagerne omfatter følgende personer:[9]
  - Niels Ryberg Finsen: Nobelprisen i medicin (1903)
  - August Krogh: Nobelprisen i medicin (1943)
  - Niels Bohr: Nobelprisen i fysik (1922)
  - Johannes Fibiger: Nobelprisen i medicin (1926)
  - Henrik Dam: Nobelprisen i medicin (1943)
  - George de Hevesy: Nobelprisen i kemi  (1943)
  - Aage Niels Bohr: Nobelprisen i fysik (1975)
  - Ben R. Mottelson: Nobelprisen i fysik (1975)
  - Niels Kaj Jerne: Nobelprisen i medicin (1984)
  - Jens Christian Skou: Nobelprisen i medicin (1997) (alumne fra KU)
  - Morten Meldal: Nobelprisen i kemi (2022)